# 姉御ぉゆりか
姉御ぉ ゆりか（あねごぉ ゆりか）は、日本の元女性お笑い芸人。東京都出身。事務所はオスカープロモーションに所属していた。

## 略歴
- 日本大学文理学部卒業。英語の教員免許を取得している。
- ワタナベコメディスクール1期生（2004年10月入学）。同スクール出身の女性芸人同士で結成された「ご褒美ガールズ」（めっちぇん、ラブ子、牧野ステテコ、チェリーの果実の5組7人）というユニットで活動したこともある。
- イベントやコンテストなどのMCも多く行っていた。
- 2009年7月、芸能人女子フットサルチーム「chakuchaku J.b」に加入。背番号は3。
- 2010年9月19日、M-1グランプリ2010にコンビ「中野コメディエンヌ」で出場。
- 2014年、芸能界を引退。

## 芸風
ネタの中には、教師や学者、芸術家などに扮しためくり芸があり、英語教師での場合は、金髪のかつらに眼鏡などの姿で、テンションを上げ気味にしながら独特な言い回しを付けた「英語にするとぉ〜」のセリフと共に無理矢理英訳した言葉を発表する、というネタとなっていた。他に、学者での場合は研究やリサーチの発表などのもの、芸術家では「芸術は爆発だ」のネタなど。
この他、一人コントでは演歌歌手や、極道の妻、女子プロレスラー、巨乳女（これから応用し、綾瀬はるかになりきって演じるネタ）、妖怪女、外国人などに扮したキャラクターがあった。

## 出演

### バラエティ
- エンタの天使 第4回（2008年5月7日、日本テレビ） - キャッチコピーは「パワフル・バイリンGAL」
- 恋愛百景（2008年8月18日、テレビ朝日）
- とんねるずのみなさんのおかげでした「博士と助手〜細かすぎて伝わらないモノマネ選手権〜」第13回（2008年9月25日、フジテレビ） - 演じたのは「見えそうで見えないセクシークイーン ミシェル・ウィー」の物真似
- ［特別番組］女芸人祭り2009（2009年9月29日、あっ!とおどろく放送局）
- 突撃!!リサーチャーズしなココ（2009年10月、ケーブルテレビ品川）
- PON!「お手を拝借! 手相でスッPON!」（2010年4月1日、日本テレビ） - 赤と黒と一緒に出演
- ぶちぬき女芸人（2010年5月10日、あっ!とおどろく放送局）
- しあわせ色の花火（2011年8月13日、BS-TBS）
- 神々の勲章（2011年11月18日、フジテレビ）
- コサキン・天海の超発掘!ものまねバラエティー マネもの（2014年6月14日、フジテレビ）

### ラジオ
- Soulful Bridge（2006年5月 - 2007年5月、SHIBUYA-FM） - メインパーソナリティ
- 檜山豊の無修正ラジヲ（2008年7月16日、FM南青山）